# Pogromo de Kielce
El pogromo de Kielce fue un brote de violencia contra los refugiados del centro comunitario judío en la ciudad de Kielce, Polonia, el 4 de julio de 1946 por soldados polacos, policías y civiles, que resultó en la muerte de 42 judíos y más de 40 fueron heridos. Fue el peor pogromo contra los judíos polacos después de la Segunda Guerra Mundial, el incidente fue un punto significativo en la historia de la postguerra de los judíos en Polonia. Ocurrió sólo un año después del final de la guerra y el Holocausto. Se ha considerado decisivo para la huida de Polonia de la mayoría de los judíos polacos que habían sobrevivido al Holocausto.

## Antecedentes

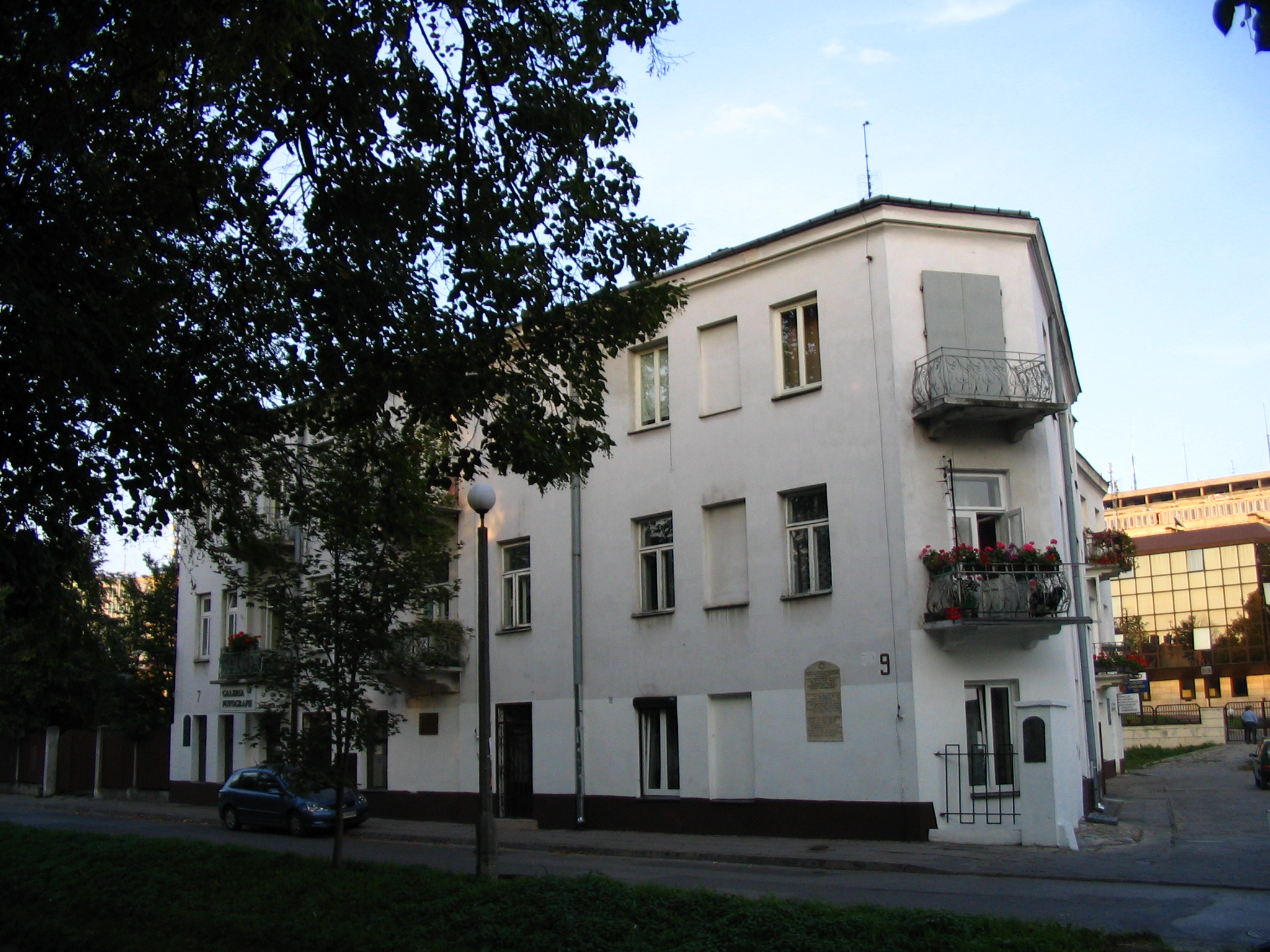
La casa de la calle Planty N.º 7 en Kielce

Durante la ocupación alemana de Polonia, los nazis llevaron a cabo en Kielce una limpieza étnica hacia su población judía de antes de la guerra. En el verano de 1946, unos 200 judíos, muchos de ellos antiguos residentes de la ciudad, habían regresado de los campos de concentración nazis, la Unión Soviética y otros lugares de refugio para vivir allí. Alrededor de 150-160 de ellos fueron acuartelados en un solo edificio administrado por el comité judío del Voivodato de Kielce en Planty, una pequeña calle en el centro de la ciudad.

## El pogromo
El 1 de julio de 1946, un niño polaco de nueve años, Henryk Błaszczyk, fue declarado desaparecido por su padre Walenty Błaszczyk. Según el padre, a su regreso dos días más tarde, el niño afirmó que había sido secuestrado por un desconocido, presuntamente judío o gitano. Dos días después, el muchacho, su padre y un vecino fueron a una comisaría local. Mientras pasaba por la "casa judía" en el n.º 7 de la calle Planty, Henryk señaló a un hombre el cual, según dijo, lo había encarcelado en la bodega de la casa. En la comisaría, Henryk repitió su historia de que había sido secuestrado y especificó que los judíos estaban involucrados en su desaparición. Una patrulla policial de más de una docena de hombres fue despachada a pie por el comandante de la estación Edmund Zagórski para registrar la casa en la calle Planty, el lugar donde Henryk supuestamente había sido secuestrado.
Henryk Błaszczyk permaneció en silencio sobre los acontecimientos hasta 1998, cuando, en una entrevista a un periodista polaco, admitió que nunca fue secuestrado, pero que vivía con una "familia desconocida" en una aldea cercana y se le trataba bien. Describió su desaparición como sucedida con el conocimiento de su padre y concertada por el servicio de seguridad comunista. Después de regresar a casa, su padre le ordenó categóricamente que no mencionara nunca nada de lo ocurrido y que reafirmara la versión de "secuestro judío" si se le preguntaba. Se le obligó a guardar silencio durante mucho tiempo después de 1946, lo que hizo por temor hasta el final del régimen comunista en Polonia.
La policía publicó los rumores sobre el secuestro y anunció además que estaban planeando buscar los cadáveres de niños polacos que supuestamente habrían sido víctimas de un crimen ritual y guardados en la casa. Se produjo una confrontación entre la policía y los oficiales del Ministerio de Seguridad Pública de Polonia (UBP), que habían sido llamados en la sospecha de que el incidente era una "provocación" judía para provocar disturbios.
Durante la mañana, el caso llegó a la atención de otros órganos estatales y militares locales, incluido el Ejército Popular de Polonia (LWP), el Cuerpo de Seguridad Interna (KBW) y la Dirección General de Información del Ejército de Polonia (GZI WP). Alrededor de 100 soldados y cinco oficiales fueron enviados a las 10 a. m. aproximadamente. La gente de la calle comenzó a lanzar piedras al edificio.
La policía y los soldados entraron por la fuerza al edificio. Descubrieron que no contenía a niños secuestrados como se les había dicho. A los habitantes de la casa, que tenían permisos de las autoridades para portar armas para la autodefensa, se les ordenó entregar sus armas y entregar sus objetos de valor. Alguien (no está claro quién) comenzó a disparar, entonces la policía y el KBW abrieron fuego, matando e hiriendo a varias personas en el edificio. También hubo disparos desde el lado judío y al menos dos o tres polacos, incluido un oficial de policía, murieron mientras los judíos trataban de defenderse. El Dr. Seweryn Kahane, jefe del Comité Judío local, recibió un disparo en la espalda y fue asesinado por un oficial de GZI WP mientras llamaba a la oficina de Seguridad Pública de Kielce para pedir ayuda. Los sacerdotes de la iglesia local fueron al edificio para averiguar qué estaba pasando, pero fueron detenidos por agentes de la policía, quienes les aseguraron que todo estaba bajo control.
Entre los judíos asesinados, nueve habían sido muertos a tiros, dos con bayonetas y los demás golpeados y apedreados hasta la muerte. Las víctimas incluían mujeres y niños.
Al menos 42 judíos murieron y más de 40 resultaron heridos en el peor ataque antisemita en Polonia de la posguerra.

## Fin de la violencia
El pogrom terminó finalmente a las 3:00 p. m. con la llegada de una nueva unidad de fuerzas de seguridad de una cercana academia de Seguridad Pública, comandadas por el coronel Stanisław Kupsza, y tropas adicionales de Varsovia. Después de disparar unos cuantos disparos de advertencia en el aire por orden del mayor Kazimierz Konieczny, las tropas rápidamente restablecieron el orden, pusieron guardias y sacaron a todos los sobrevivientes y cuerpos judíos de la casa y sus alrededores.
La violencia en Kielce, sin embargo, no se detuvo inmediatamente. Los judíos heridos que eran transportados al hospital de la ciudad fueron golpeados y robados por soldados, y luego asaltados en el hospital por otros pacientes. Una multitud de civiles se acercó a uno de los hospitales y exigió que los judíos heridos fueran entregados, pero el personal del hospital se negó.

## Efectos en la emigración judía de Polonia
La brutalidad del pogrom de Kielce puso fin a las esperanzas de muchos judíos que podrían reasentarse en Polonia después del final de la ocupación alemana y precipitaron un éxodo masivo de judíos polacos. Bożena Szaynok, un historiador de la Universidad de Breslavia, calculó que entre julio de 1945 y junio de 1946 unos cincuenta mil judíos cruzaron la frontera polaca ilegalmente. En julio de 1946, casi veinte mil decidieron comenzar una nueva vida en el extranjero. El ministro polaco Marian Spychalski, motivado por razones políticas y humanitarias, firmó un decreto que permitió a los judíos salir oficialmente sin visas o permisos de salida y la emigración judía de Polonia aumentó dramáticamente.
En agosto de 1946 el número de emigrantes aumentó a treinta mil. En septiembre de 1946, otros doce mil judíos, abandonaron Polonia.